# Principio de los intervalos encajados

Cuatro intervalos encajados.

En matemática, se denomina familia de intervalos encajonados (o encajados) a una familia {\displaystyle \{I_{1},I_{2},\dots \}} de subconjuntos de {\displaystyle \mathbb {R} } tales que:
1. Cada uno de los conjuntos Ik es un intervalo, es decir, un conjunto de la forma {\displaystyle [a_{k},b_{k}]=\{x\in \mathbb {R} |a_{k}\leq x\leq b_{k}\}} (intervalo cerrado), {\displaystyle (a_{k},b_{k})=\{x\in \mathbb {R} |a_{k}<x<b_{k}\}} (intervalo abierto), o semiabierto, en que la desigualdad es estricta solamente en uno de los extremos.
2. Se cumple que {\displaystyle \forall k\in \mathbb {N} ,I_{k+1}\subset I_{k}}, esto es, cada intervalo Ik está contenido en el anterior.
3. Se tiene que, si los extremos de cada intervalo Ik son ak y bk, entonces {\displaystyle \lim _{k\rightarrow \infty }(b_{k}-a_{k})=0}, esto es, los intervalos se hacen cada vez más pequeños y terminan siendo de longitud menor a cualquier cantidad positiva.[1]

## Principio de los intervalos encajados
La pregunta que surge ante una familia de intervalos encajonados {\displaystyle \{I_{1},I_{2},\dots \}} es saber si existen números reales que pertenezcan a todos los elementos de esta familia, es decir, saber si el conjunto:
{\displaystyle \bigcap _{k\in \mathbb {N} }I_{k}}
es vacío o no.
Podemos comprobar que en el caso de conjuntos abiertos no hay un resultado general. Por ejemplo, la familia de intervalos {\displaystyle I_{k}=(0,2^{-k}),k\in \mathbb {N} } es una familia de intervalos todos ellos no vacíos pero con intersección vacía, ya que dado un {\displaystyle \varepsilon >0}, ninguno de los intervalos Ik con {\displaystyle k>-\log _{2}(\varepsilon )} contendrá a {\displaystyle \varepsilon }, y 0 no pertenece a ninguno de los Ik. En cambio, la familia de intervalos encajonados {\displaystyle I_{k}=(-2^{-k},2^{-k}),k\in \mathbb {N} } sí posee intersección no vacía, ya que {\displaystyle \forall k\in \mathbb {N} ,0\in I_{k}}.
En cambio, para las familias de intervalos cerrados encajonados existe un resultado general, conocido como teorema o principio de los intervalos encajados, que estipula lo siguiente:
| Dada una familia de intervalos cerrados encajonados no vacíos {\displaystyle \{I_{1},I_{2},\dots \}}, ésta determina a un punto y solo uno, es decir, tiene por intersección a un conjunto de un solo elemento {x}. |

La prueba de este teorema es una aplicación del teorema de las sucesiones monótonas. Si {\displaystyle I_{k}=[a_{k},b_{k}]\forall k\in \mathbb {N} }, tenemos que, al estar cada intervalo contenido en el anterior, se tiene que la sucesión {\displaystyle \{a_{k}\}_{k\in \mathbb {N} }} es monótona creciente y acotada superiormente por b1; asimismo, {\displaystyle \{b_{k}\}_{k\in \mathbb {N} }} es monótona decreciente y acotada inferiormente por a1; luego, ambas sucesiones convergen a sendos valores a y b, respectivamente. Luego, por definición de intervalos encajonados, el límite de la sucesión (ak - bk) es 0, pero por teoremas de sucesiones este límite es a - b, por lo que concluimos que a = b. Al ser todos los intervalos Ik cerrados, vemos que este número límite pertenece a todos los intervalos de la familia.
Nótese que podemos demostrar que este teorema es lógicamente equivalente al axioma del supremo, es decir, podemos asumir este teorema como axioma y tomarlo como base para demostrar el axioma del supremo como un teorema y, por consiguiente, que el cuerpo de los números reales es un conjunto completo.
Este teorema tiene un análogo en los espacios n-dimensionales {\displaystyle \mathbb {R} ^{n}}, que señala que cualquier familia de bolas cerradas encajadas {\displaystyle {\bar {B}}({\vec {x_{0}}},r)=\{{\vec {x}}\in \mathbb {R} ^{n}|\|{\vec {x}}-{\vec {x_{0}}}\|\leq r\}} tiene por intersección un único punto.

## Axioma de Cantor
Para calcular el valor de la raíz cuadrada de 2, por defecto se empieza con 1; luego otro número {\displaystyle a_{1}} > 1, tal que {\displaystyle a_{1}^{2}<2}; en seguida un número {\displaystyle a_{2}>a_{1}}, con
{\displaystyle a_{2}^{2}<2}; de nuevo {\displaystyle a_{3}>a_{2}}, con {\displaystyle a_{3}^{2}<2}.Y así sucesivamente una sucesión creciente pero tal que el cuadrado de ningún término no excede a 2.
De igual modo se construye una sucesión decreciente tal que el cuadrado de ninguno de los término esté por debajo de 2 i. e.{\displaystyle b_{i}^{2}>2}, siendo {\displaystyle b_{(i+i)}<b_{i}<2}.
Después se forma la sucesión de los intervalos cerrados encajados con término general {\displaystyle [a_{i},b_{i}]}. El único elemento común a todos lo intervalos cerrados es la raíz cuadrada de 2. Se usa en vez del axioma del supremo en la axiomatización de los reales